# Mouscle
Die Mouscle ist ein kleiner Fluss im Südwesten von Frankreich, der im Département Hautes-Pyrénées der Region Okzitanien und im Département Pyrénées-Atlantiques der Region Nouvelle-Aquitaine westlich der Stadt Lourdes verläuft.

## Geografie

### Verlauf
Die Muscle entspringt in einer Enklave nordwestlich der Gemeinde Lourdes und verläuft mit mehreren Richtungswechseln generell nach Westen. Im Oberlauf durchquert sie den Forêt de Mourle, ein nahezu unbesiedeltes Waldgebiet, überschreitet dann die Départements- und Regionsgrenze und erreicht das Tal des Gave de Pau, zu dem sie noch etwa zwei Kilometer parallel verläuft und schließlich nach insgesamt rund 15 Kilometern im nördlichen Gemeindegebiet von Montaut als rechter Nebenfluss in diesen einmündet. Im Tal de Gave de Pau begleitet die Muscle die Bahnstrecke Toulouse–Bayonne.

### Orte am Fluss
(Reihenfolge in Fließrichtung)
- Lousteau, Gemeinde Montaut
- Pasquine, Gemeinde Montaut
- Annette, Gemeinde Montaut
- Montaut
- Baron, Gemeinde Montaut